# Bunkier Kagel

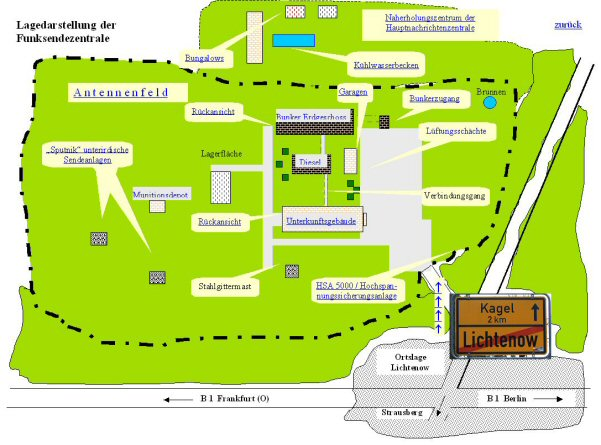
Schemat bunkra Kagel

Bunkier Kagel (niem. Bunker Kagel albo Funksendezentrale Kagel) – pierwszy bunkier wybudowany w okresie Niemieckiej Republiki Demokratycznej, znajdujący się 12 km na południe od Strausbergu, między miejscowościami Lichtenow i Kagel, powiat Märkisch-Oderland, land Brandenburgia.
Jego budowa rozpoczęła się pod koniec lat 50. XX wieku a zakończyła się w 1961. Jego podstawowa powierzchnia wynosiła ok. 35 x 50 m, zaś powierzchnia całego obszaru  Funksendezentrale Kagel - 40 ha.
Po rekonstrukcji budowli w latach 70. zmieniło się jej zastosowanie. Stała się elementem infrastruktury centrali informacyjnej wschodnioniemieckiego Ministerstwa Obrony Narodowej (Hauptnachrichtenzentrale des Ministeriums für Nationale Verteidigung) w Strausbergu.
Obecnie bunkier znajduje się w rękach prywatnych i nie jest udostępniony dla zwiedzających.